# Осамдесетогодишњи рат
Осамдесетогодишњи рат, Холандска револуција или Холандски рат за независност (1568–1648) је започео као устанак 17 провинција против Филипа II од Шпаније, суверена Хабзбуршке Холандије.
Након почетних фаза, Филип II је разместио своју војску и повратио контролу над већином побуњених провинција. Међутим, под вођством прогнаног Вилема Оранског, северне провинције су наставиле своје пружање отпора и успеле су да истерају хабзбуршку војску и да 1581. оснују Републику седам уједињених низоземских провинција. Рат се наставио у другим областима, али центар републике више није био угрожен. Рат се окончао 1648. Минстерским миром, када је Низоземска република призната као независна држава.
Шпанијаи велике европске силе су признале Холандску Републику 1609. године на почетку Дванаестогодишњег примирја. Непријатељства су поново избила око 1619. године, у склопу ширег Тридесетогодишњег рата. Крај је постигнут 1648. Минстерским миром (уговорни део Вестфалског мира), када је Холандска Република дефинитивно призната као независна држава која више није део Светог римског царства. Минстерски мир се понекад сматра почетком холандског златног доба. Ипак, упркос стицању независности, од краја рата 1648. било је значајног противљења Минстерском уговору у Сталешкој скупштини Холандије, јер је Шпанији дозвољено да задржи јужне провинције и дозвољена верска толеранција према католицима.

## Узроци рата
Постоје бројни узроци који су довели до Осамдесетогодишњег рата, али примарни разлози могли би се класификовати у два дела: огорченост према шпанској власти и верска напетост. Први је у почетку артикулисало холандско племство које је желело да поврати власт и привилегије изгубљене у корист краља, те су заступали становиште да је Филип II био окружен злим саветницима. Ово се на крају развило у свеопште незадовољство против апсолутистичког шпанског режима. Верски отпор, с друге стране, произашао је из наметања црквене хијерархије за све шпанске територије. Ово је створило отпор у холандским провинцијама, које су већ биле пригрлиле реформацију.
У деценијама које су претходиле рату, Холанђани су постајали све незадовољнији шпанском влашћу. Значајан повод незадовољства били су велики порези наметнути становништву, док је подршка и вођство владе ометала величина Шпанског царства. У то време, Седамнаест провинција је било познато у царству као De landen van herwaarts over и на француском језику као Les pays de par deça - „оне земље у околини“. Холандске провинције су биле стално критиковане да делују без дозволе престола, док је за њих било непрактично да добију дозволу за радње, јер би за захтеве послате престолу требало најмање четири недеље да се одговор врати. Присуство шпанских трупа под командом Војводе од Албе, који је доведен да надгледа ред, додатно је појачало ове немире.
Шпанија је такође покушала да заведе политику строге верске једнообразности за католичку цркву унутар својих домена, и наметнула је то са инквизицијом. Реформација је у међувремену произвела бројне протестантске конфесије, које су стекле следбенике у седамнаест провинција. То је укључивало лутерански покрет Мартина Лутера, анабаптистички покрет холандског реформатора Мена Симонса, и реформисана учења Жана Калвина. Овај развој догађаја је довео до Белденсторма 1566. године, „иконокластичке јарости”, у којој су многим црквама у северној Европи одузети католички кипови и верски украси.

## Увод
У октобру 1555, цар Карло  од Светог римског царства започео је постепену абдикација од неколико његових круна. Његов син Филип  преузео је дужност суверена Хабсбуршке Холандије, која је у то време била лична унија седамнаест провинција са мало заједничког изван њиховог суверена и уставних оквира. Овај оквир, састављен током претходних владавина бургундских и хабсбуршких владара, поделио је власт између градских влада, локалног племства, покрајинских држава, краљевских штатхолдерa, Сталешке скупштине Низоземља и централне владе (вероватно представљене регентом) уз помоћ три савета: Државни савет, Тајни савет и Финансијски савет. Однос снага био је у великој мери пондерисан према локалним и регионалним властима.
Филип није лично управљао, већ је именовао Емануела Филиберта, војводу Савојског, за генералног гувернера да води централну владу. Године 1559. поставио је своју полусестру Маргарету од Парме за прву регенткињу, која је владала у блиској сарадњи са холандским великашима попут Вилијама, принца Оранског; Филип де Монморанси, Гроф од Хорна; и Ламорал, гроф од Егмонта. Филип је увео бројне саветнике у Државно веће, а међу њима је најпре Антоан Перено де Гранвел, бургундски кардинал који је стекао значајан утицај у савету, на велико разочарање чланова холандског већа.
Када је Филип отишао у Шпанију 1559. године, политичка напетост је порасла због верске политике. Немајући либерално становиште свог оца Карла V, Филип је био ватрени непријатељ протестантских покрета Мартина Лутера, Џона Калвина и анабаптиста. Карло је забранио јерес на посебним плакатама, што га је учинило тешким прекршајем, подложним прогону холандске верзије инквизиције, што је довело до погубљења више од 1.300 људи између 1523. и 1566. Пред крај Карлове владавине успостава тих закона је наводно постала опуштена. Филип је, међутим, инсистирао на ригорозном спровођењу, што је изазвало опште немире. Да би подржао и ојачао покушаје контрареформације, Филип је 1559. покренуо свеобухватну организациону реформу Католичке цркве у Холандији, која је резултирала укључивањем четрнаест бискупија уместо старе три. Нову хијерархију требало је да предводи Гранвел као надбискуп нове надбискупије у Мехелену. Реформа је била посебно непопуларна у старој црквеној хијерархији, јер су нове епархије требале да се финансирају преносом бројних богатих опатија. Гранвел је постао фокус опозиције против нових структура власти, и холандски племићи под вођством Оранга су организовали његово опозивање 1564. године.
Након опозива Гранвела, Оранг је убедио Маргарет и савет да затраже умеренији став у погледу правила против јереси. Филип је одложио свој одговор, те је у овом периоду противљење његовој верској политици задобијало све ширу подршку. Филип је коначно одбио захтев за умереношћу у својим Писмима из Сеговијске шуме из октобра 1565. Као одговор на то, група припадника нижег племства, међу којима су били Луј од Наса, млађи брат Оранга, и браћа Џон и Филип од Сент Алдегонда, припремила је петицију за Филипа која је тражила укидање инквизиције. Овај компромис племића подржало је око 400 племића, католичких и протестантских, и то је представљено Маргарет 5. априла 1566. Импресионирана масовном подршком компромису, она је суспендовала плакате, чекајући коначну одлуку Филипа.